# Academia de las Artes y las Ciencias Radiofónicas de España

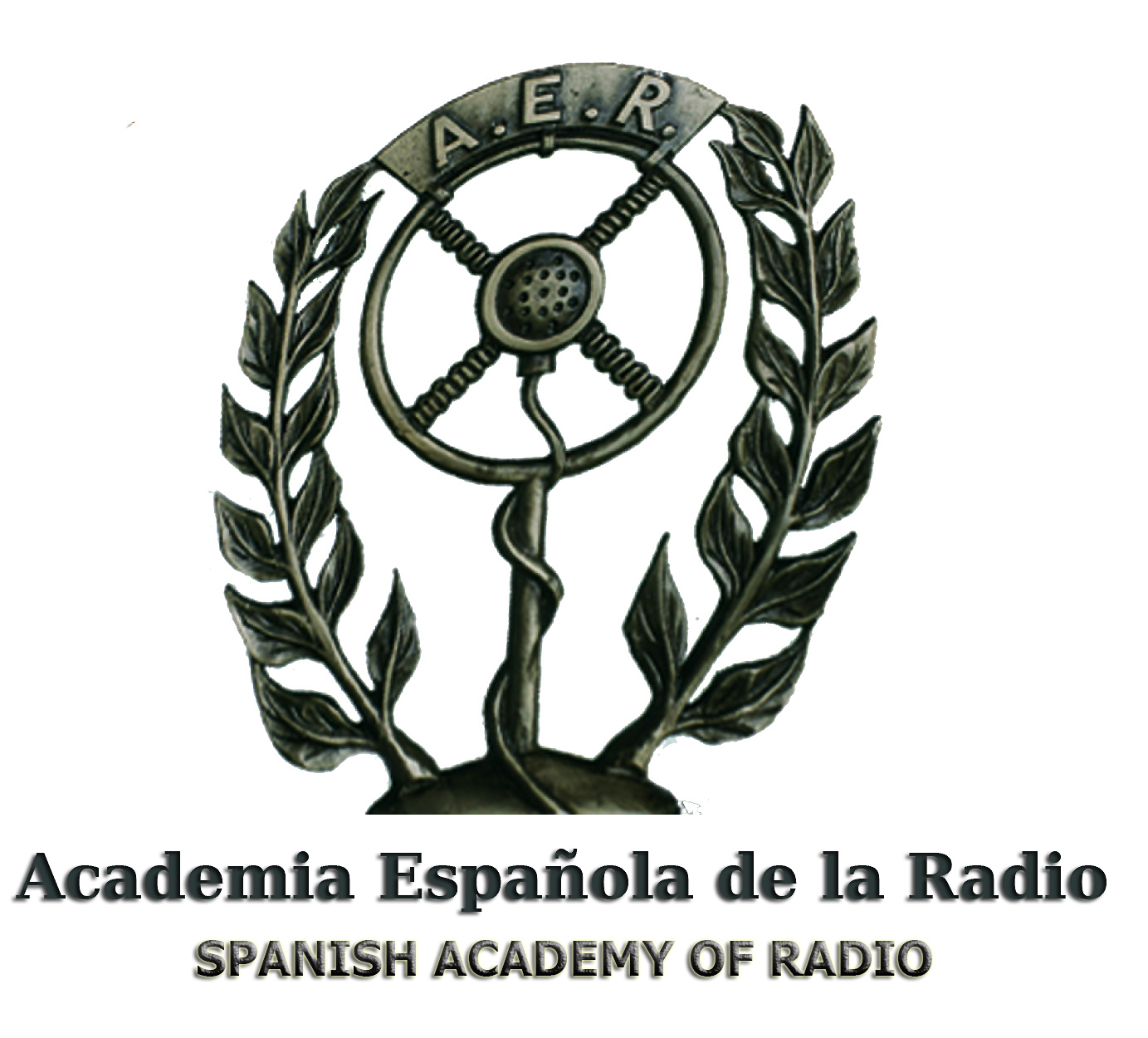
Logo oficial de la Academia Española de la Radio

La Academia de las Artes y las Ciencias Radiofónicas de España ( Academia Española de la Radio) es una institución cuya finalidad es contribuir a fomentar el desarrollo de la radiodifusión sonora y el radiofonismo en España. La Academia Española de la Radio fue creada en 1997 por el realizador radiofónico Jorge Álvarez con la idea de representar el más autorizado organismo independiente especializado en materia radiofónica de España. Cabe destacar que el veterano radiofonista, Luis del Olmo, ostenta la presidencia de honor de la Academia Española de la Radio y fue galardonado con la primera medalla de oro de esta institución en 2009. También destacan entre los galardonados con esta distinción otros prestigiosos profesionales de la radio como José María García, Iñaki Gabilondo, Eugenio Fontán y Matilde Conesa.

## Actividades
Entre las actividades llevadas a cabo por la Academia destacan los Premios Nacionales de Radio, galardones que se otorgan anualmente para distinguir el trabajo desarrollado por los radiofonistas españoles. En la segunda edición (2010) se creó el Premio Juan Manuel Gozalo de Radiofonismo Deportivo, como homenaje al periodista deportivo Juan Manuel Gozalo, fallecido ese mismo año. Asimismo, la Academia tiene establecidos otros galardones como: Premio Salvador Escamilla de Radio, Premio Mª Elena Domenéch a la Mejor Voz Radiofónica, y el Premio Joaquín Soler Serrano de Radio y Televisión, galardón instaurado conjuntamente con la Academia de Televisión.
La Academia Española de la Radio ha conseguido llevar a la UNESCO la proclamación de un día mundial de la Radio, ante el vacío existente en el calendario oficial de días internacionales de Naciones Unidas. Así, el 29 de septiembre de 2011, la 187 Sesión del Consejo Ejecutivo de la UNESCO, representado por 58 países, aprobó por unanimidad la propuesta del Embajador de España en UNESCO, Ion del Riva, para que la Conferencia General, integrada por 193 países, instaure el Día Mundial de la Radio.
Inicialmente el día propuesto, y que contó con el respaldo de todo el sector internacional de radiodifusión de los cinco continentes, fue el 30 de octubre, fecha que corresponde al día de la emisión radiofónica La Guerra de los Mundos, histórico radiodrama dirigido e interpretado por Orson Welles en 1938, a través de la Columbia Broadcasting System (CBS) en 1938. Sin embargo, durante su debate, el Consejo Ejecutivo decidió elegir la fecha 13 de febrero,a propuesta de la directora general de la UNESCO, y que corresponde a la inauguración de la emisora de radio de la ONU en 1946. En enero de 2012, la 67 Asamblea General de las Naciones Unidas ratificaría la proclamación del Día Mundial de la Radio, nuevamente a propuesta de España. 
En 2012, la Academia Española de la Radio impulsa la creación del Comité Internacional de Radio, bajo el auspicio de la UNESCO, en el que se integran las más destacadas organizaciones de radiodifusión de los cinco continentes. Su finalidad es colaborar con las Naciones Unidas en la promoción de la radio en el mundo, especialmente, dentro del marco del Día Mundial de la Radio  
En el ámbito internacional, la Academia instauró el premio World Radio Day Award para contribuir a potenciar la promoción del Día Mundial de la Radio cada año. Es así que entre los galardonados se encuentran Radio ONU, Radio Vaticano, Radio China Internacional-CRI, Actualidad 1040 AM de Miami y la National Association of Broadcasters-NAB. Asimismo, la Academia española decidió crear, en 2015, la Academy of Radio Arts and Sciences entidad con sede en EE. UU. con el objetivo de distinguir cada año a una emisora o cadena radiofónica americana en el marco de la celebración del Día Mundial de la Radio. Entre las emisoras galardonadas destaca la KDKA de Pittsburgh considerada la emisora con licencia más antigua del mundo. Otra de las iniciativas de la Academia a nivel internacional es la World Radio Day Song . Su propósito es fomentar la creación de canciones dedicadas a la radio como contribución a la celebración cada año del Día Mundial de la Radio. 
En octubre de 2013, la Academia Española de la Radio, presentó en el Ateneo de Madrid el "Diccionario de la Radio Española". Un libro escrito por el presidente, Jorge Álvarez, que incluye toda la terminología y jerga de la profesión radiofónica, nunca antes publicada tanto en España como en Hispanoamérica. 
- Europa Press (24 de septiembre de 2013) «Publican un diccionario dedicado íntegramente a la radio, con la terminología y jerga propia del sector».
- EFE (2 de agosto de 2016) «El Diccionario de la RAE actualiza varios términos relacionados con la radio». Cadena SER

Otros galardonados por la Academia Española de Radio:
- Premio Nacional de Radio: edición 2020, Adolfo Arjona. 2022, Elia Rodríguez. 2023, Pedro Riba. 2024, Estela Mosquera Jesús Ferreiro. Edición 2025, Ernesto Gschwind Faure (póstumo).
- Premio Joaquín Soler Serrano de Radio y Televisión: edición 2012, Iñaki Gabilondo, 2013, Concha García Campoy, 2014, Ana Rosa Quintana. 2015, José María Íñigo. 2024, Pedro Piqueras.
- Premio Luis del Olmo de Radio: edición 2015, Carlos Herrera, 2016, Alfredo Menéndez. 2023, Fernando Ónega. 2024, Ángel Expósito. 2025, Emilio Javier Gómez Plaza.
- Premio Encarna Sánchez de Comunicación: edición 2023, María José Bosch. 2024, Beatriz Pérez Otín. 2025, Ana Samboal.
- Premio Jesús Quintero de RTV: edición 2024, Jesús Vigorra.
- Premio José María García de Periodismo Deportivo. Primera edición en 2025, Santiago Segurola.
- Premio Día de la Radio en España: Instituido, en 2024, para celebrar el centenario de la radiodifusión en España. El galardonado fue Isidoro Ruiz-Ramos. A partir de 2025, esta distinción pasó a otorgarse como Premio Nacional de Radio, en el Día de la Radio de España, que se celebra cada 14 de junio.
- Marconi World Radio Award. Instituido por la Academia Española de la Radio y la princesa Elettra Marconi. Edición 2024, Radio España. 2025, Radio Vaticano.